# Explosion der Hildebrandtschen Mühle

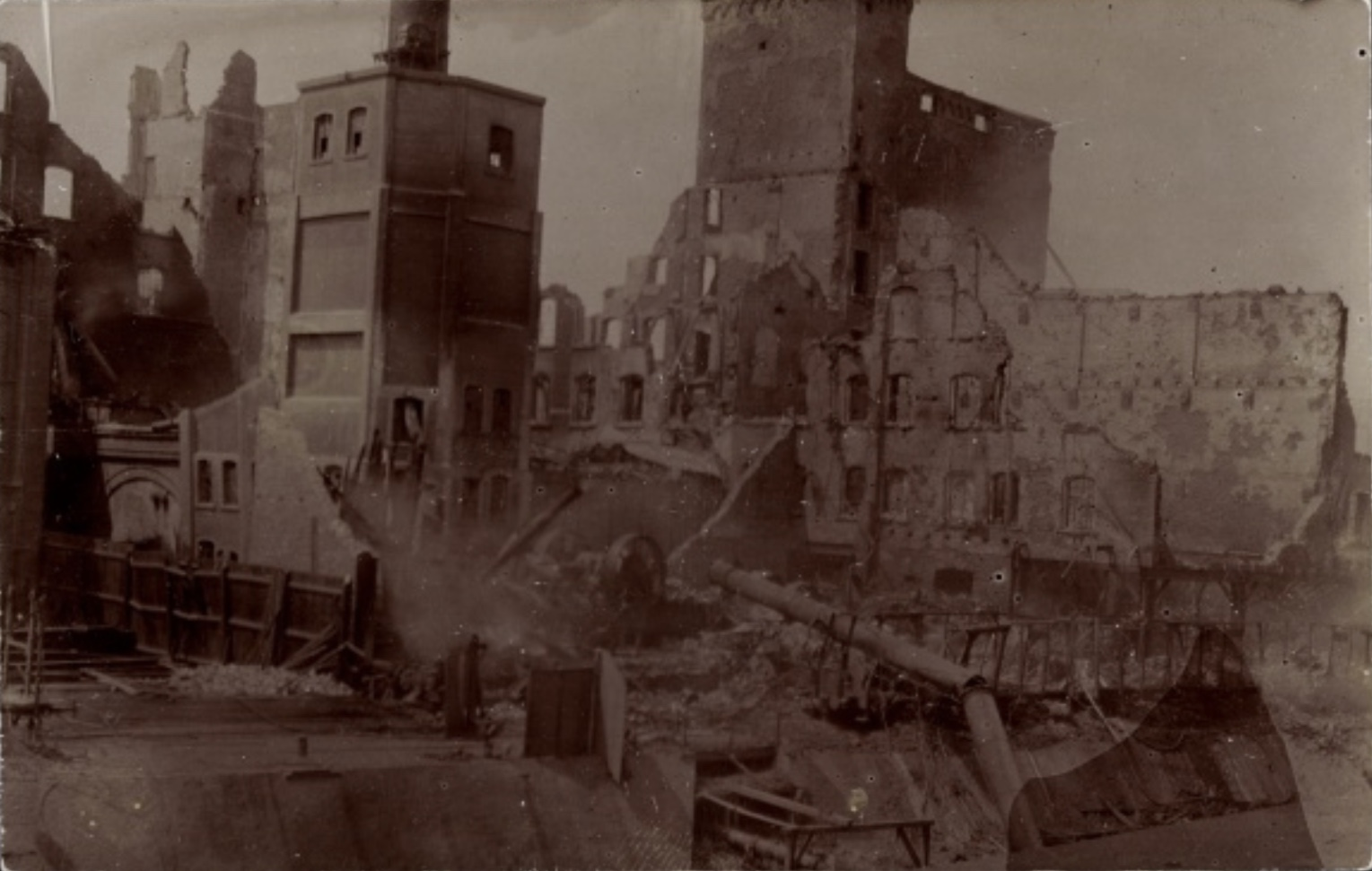
Ruinen der Mühle nach der Explosion im Jahr 1912

Die Explosion der Hildebrandtschen Mühle war ein Explosionsunglück im Jahr 1912 in Magdeburg im heutigen Sachsen-Anhalt. Sie forderte zehn Menschenleben.

## Unfallhergang
Am 11. Juli 1912 ereignete sich gegen 01.20 Uhr, nach anderen Angaben kurz nach 01.00 Uhr, eine Explosion in der Hildebrandtschen Schälmühle im Magdeburger Stadtteil Buckau. Andere Angaben geben mehrere schnell aufeinander folgende Explosionen an. In der an der Adresse Schönebecker Straße 84 gelegenen Fabrikanlage der Firma C. F. Hildebrandt kam es dabei insbesondere zu einer Explosion in der auf dem Fabrikgelände befindlichen Graupenmühle. Als Ursache wird eine Mehlstaubexplosion vermutet. Die im Zentrum der Anlage befindliche Graupenmühle wurde bis auf einige Mauerreste sofort vollständig zerstört. Aus der Anlage stieg eine als turmhoch beschriebene Flamme auf. Die von einer starken Druckwelle begleitete Explosion wurde im weiteren Umkreis gehört, so nicht nur in Buckau, sondern auch in den angrenzenden Stadtteilen Fermersleben, Sudenburg, Cracau, der Magdeburger Altstadt und der Wilhelmstadt. Durch die enorme Wucht der Explosion wurden auch die Mauern der umstehenden, zum Teil siebengeschossigen Fabrikgebäude sowie des Kontors eingedrückt. Das Feuer griff praktisch sofort auf die gesamte Fabrikanlage über. Im Umkreis von mehreren hundert Metern gingen sämtliche Fensterscheiben zu Bruch. Brennende Körner des Mahlguts gingen in größerem Umkreis nieder, so dass eine weitere Ausbreitung des Brandes drohte.
Hinsichtlich der Unglücksursache gab es später auch Stimmen, die die Erklärung mit einer Mehlstaubexplosion als unzureichend kritisierten. So wurde darauf hingewiesen, dass in der Hildebrandtschen Mühle die zur Graupenherstellung verwendete russische Gerste geschwefelt wurde, um so Keime zu bekämpfen und das Aussehen des Produkts zu verbessern. Die Belüftung der Anlage sei unzureichend gewesen, so dass sich neben Mehlstaub auch Schwefelgase ansammelten. Es wurde gemutmaßt, dass leer gelaufene Gänge in der Schroterei durch Funkenschlag der Mahlsteine zu einer Verkohlung des restlichen Mahlguts geführt hätten. Das glimmende Gut wäre dann möglicherweise durch den Elevator weiter transportiert worden und beim Aufziehen des Mischkammerschiebers mit der mit Staub und Schwefelgas verunreinigten Luft in Kontakt geraten, woraufhin es zur Explosion gekommen sein könnte. Zu gleich wurde darauf hingewiesen, dass der Arbeitsschutz in der Mühle ohnehin laufend unzureichend gewesen wäre. In größerer Zahl seien Schwefelvergiftungen vorgekommen. Außerdem habe die Praxis bestanden, Treibriemen während des Betriebs aufzulegen, wodurch es zu schweren Verletzungen und auch Todesfällen gekommen sei.

## Feuerwehreinsatz
Die Feuerwehr Magdeburg wurde durch eine Vielzahl von Brandmeldungen ab etwa 01.25 Uhr alarmiert. Durch eine Alarmierung aus dem auf der anderen Elbseite gelegenen Stadtteil Friedrichstadt gab es zunächst die Annahme, es handele sich um einen Brand in der Cracauer Brauerei, die kurz zuvor am 12. Mai 1912 bereits von einem Großbrand betroffen war. Der dorthin ausgerückte Löschzug 1 musste umkehren, um zum eigentlichen Brandort nach Buckau auszurücken. Insgesamt waren sämtliche verfügbaren Löschzüge im Einsatz. Die Feuerwehr beklagte später, dass sinnloserweise auch in weit entfernten Stadtteilen die Feuermelder betätigt wurden. Durch die damals bestehende Regelung, dass alarmierte Löschzüge zwingend zum Ort des betätigten Feuermelders fahren müssen, wurde so der Löscheinsatz erschwert. Als problematisch schilderte die Feuerwehr auch die große Anzahl an Personen, die telefonisch bei der Feuerwehr anfragten, um Näheres zum Brand zu erfahren.
Die eintreffenden Feuerwehren mussten sich angesichts der großflächigen Zerstörungen darauf beschränken, das Übergreifen des Feuers auf benachbarte Grundstücke zu verhindern. Dies betraf vor allem die Buckauer Maschinenfabrik und die Neumannsche Holzstrecke. Schwierig war die Lage insbesondere am großen Gasometer der Maschinenfabrik und an einer in der Nähe befindlichen Ölniederlage der Firma Schmidt. Es wurden vier Dampfspritzen eingesetzt, die 16 Stahlrohre speisten. Andere Angaben nennen den Einsatz von zwölf Rohren. Der Löscheinsatz dauerte bis morgens 06.00 Uhr an. Zu diesem Zeitpunkt wurden bis auf einen Löschzug, der noch den ganzen Tag eingesetzt blieb, die Züge wieder abgezogen. Tatsächlich konnte ein Übergreifen verhindert werden. Die Hildebrandtsche Mühle selbst wurde jedoch vollständig zerstört.
Eine weitere Aufgabe bestand in der Bergung der in der Fabrik Verunglückten. Zunächst wurden drei Arbeiter vermisst, zehn weitere galten als schwer verletzt. Die Verletzten wurden mit Krankenwagen, aber auch privaten Automobilien und weiteren Fahrzeugen in das Krankenhaus Sudenburg eingeliefert. Einige der Verletzten waren, halbnackt und mit Brandverletzungen, zur nahe gelegenen Feuerwache Buckau gelaufen, wo erste Notverbände durch zufällig anwesende Ärzte angelegt wurden.
Ein Teil der Arbeiter der Fabrik konnte sich nur durch einen Sprung vom obersten Stockwerk der Mühle in das Bett der vorbeifließenden Sülze retten. Besonders dramatisch war die Situation des Arbeiters Heinrich Timmermann, der, schon von Brandverletzungen gezeichnet, in das 30 Zentimeter im Durchmesser betragende Silorohr in der sechsten Etage sprang, um so nach unten aus dem Gebäude zu gelangen. Das Rohr hatte durch den Brand jedoch bereits erhebliche Temperaturen bis hin fast zum Glühen angenommen.
Viele Menschen strömten noch in der Nacht zum Unglücksort. Hildebrandt, der Besitzer der Mühle, war aufgrund einer Reise abwesend und konnte erst am Morgen von dem Unglück benachrichtigt werden.

## Unglücksopfer
Die drei zunächst Vermissten wurden später als Todesopfer festgestellt. Bei ihnen handelte es sich um Robert Freitag, Paul Mühlbach und Ernst Zunke. Als Schwerverletzte wurden zunächst Paul Frison, Otto Gustedt, Otto Köppe, Theodor Nels, Paul Simon, Wilhelm Struck, Heinrich Timmermann und Friedrich Wierzwski aus Magdeburg und Richard Lemme aus Schönebeck (Elbe) registriert. Otto Köppe, Richard Lemme, Friedrich Wierzewski sowie der Arbeiter Weschke erlagen am Nachmittag des 11. Juli bzw. am nächsten Vormittag im Krankenhaus Sudenburg ihren Verletzungen. Im Laufe des 12. Juli verstarben dann noch Paul Frison, er gehörte zu denen, die in die Sülze gesprungen waren, und Heinrich Timmermann. Später erlag auch der 44-jährige Wilhelm Struck im Krankenhaus Sudenburg seinen Verletzungen.

## Nachwirkungen
Bezüglich des Brandschadens soll eine Versicherung bestanden haben. Noch für den Juli 1912 war die Sprengung der Reste der Hildebrandtschen Mühle durch Pioniere beabsichtigt. Eine erste Sprengung erfolgte bereits am Nachmittag des 15. Juli 1912, weitere folgten.